# Lespedeza hirta
Lespedeza hirta là một loài thực vật có hoa trong họ Đậu. Loài này được (L.) Hornem. miêu tả khoa học đầu tiên.